# Punta del Tort
La punta del Tort és un petit cap de Mallorca situat al litoral de la Colònia de Sant Jordi (Ses Salines).
Damunt la punta s'hi ha construït l'hotel Sur Mallorca. Al costat de la punta, hi ha la platja Colon i just davant seu es troba l'illot de na Cabot.